# Look at Me Now (Chris Brown)
Look at Me Now is een nummer van de Amerikaanse zanger Chris Brown, in samenwerking met Lil Wayne & Busta Rhymes. Het nummer werd uitgebracht op 1 februari 2011 door het platenlabel Sony Music. Het nummer behaalde de 44e positie in de Billboard Hot 100 en de 6e positie in de UK Singles Chart.